# Патернополи (Авелино)
Патернополи (итал. Paternopoli) је насеље у Италији у округу Авелино, региону Кампанија.
Према процени из 2011. у насељу је живело 1724 становника. Насеље се налази на надморској висини од 496 м.

## Становништво
Према резултатима пописа становништва 2011. у општини је живело 2.489 становника.
| 1931. | 1936. | 1951. | 1961. | 1971. | 1981. | 1991. | 2001. | 2011. |
| ----- | ----- | ----- | ----- | ----- | ----- | ----- | ----- | ----- |
| 3.140 | 3.420 | 3.913 | 3.711 | 3.150 | 3.123 | 3.118 | 2.716 | 2.489 |